# Vausseroux
Vausseroux es una comuna francesa situada en el departamento de Deux-Sèvres, en la región de Nueva Aquitania.

## Demografía
| 482 | 464 | 395 | 358 | 326 | 299 | 322 |
| Para los censos de 1962 a 1999 la población legal corresponde a la población sin duplicidades (Fuente: INSEE [Consultar]) |     |     |     |     |     |     |